# Archäologische Stätte von Gwanbuk-ri
In der Archäologischen Stätte von Gwanbuk-ri (koreanisch: 관북리) befand sich ehemals der königliche Palast aus der Sabi-Periode des Königreichs Baekje (백제), angesiedelt im Südwesten der Koreanischen Halbinsel, einem heutigen Teil Südkoreas.
Die Stätte wurde im Februar 2001 mit der Registrierungsnummer 428 als kulturell bedeutsamer Ort von nationaler Bedeutung in Südkorea unter Denkmalschutz gestellt. Zusammen mit der Festung Busosanseong wurden der Grabungsort am 4. Juli 2015 von der UNESCO unter dem Titel: „Baekje Historic Areas“ in die Liste der Weltkulturerbe aufgenommen.

## Geographie

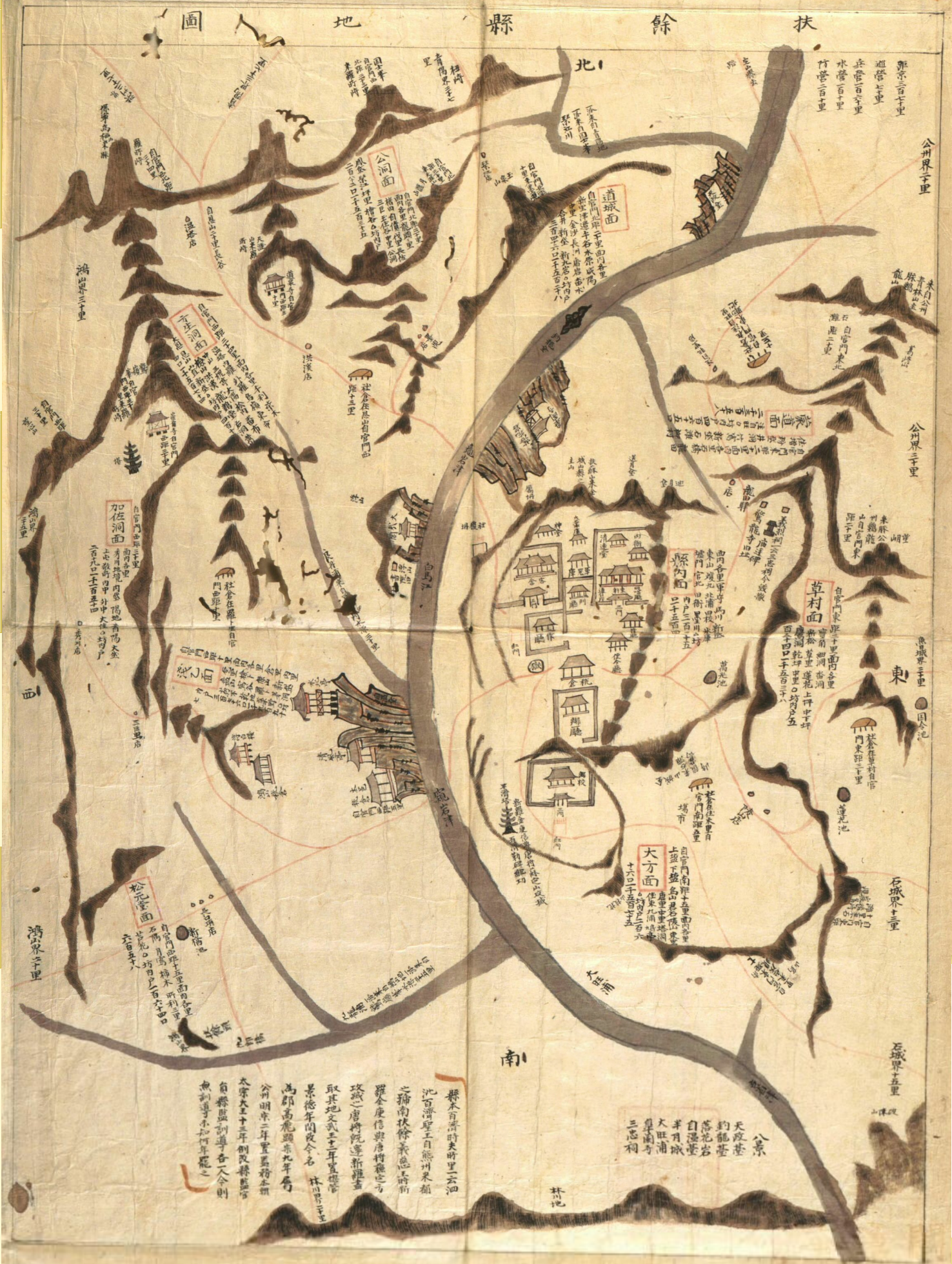
Karte aus dem Jahr 1872 mit dem Palast in der Mitte und dem Berg Busosan (부소산) mit der Festung darüber.

Die archäologische Stätte von Gwanbuk-ri liegt am nördlichen Rand des Stadtzentrums von Buyeo (부여) am Fuße des 106 m hohen Bergs Busosan (부소산). Von Nordosten kommend zieht der Fluss Geumgang (금강) an der Nordseite des Berges vorbei und umgibt die Stadt mit einem nach Westen halbkreisförmigen Verlauf, um dann nach Süden weiterzuziehen. Zusammen mit der Festung Busosanseong umfasst das von der UNESCO unter Schutz gestellte Areal der archäologischen Stätte von Gwanbuk-ri eine Fläche von 60,6 Hektar, wobei die Schutzzone um die beiden Gebiete noch einmal 69,66 Hektar beträgt. Der Königliche Palast befand sich der Stadt zugewandt an der Südseite des kleinen Berges.

## Geschichte
Im Jahr 538 n. Chr. verlegte König Seong (성왕) (523–554) die Hauptstadt des Königreichs Baekje von Ungjin (웅진) nach Sabi (사비), dem heutigen Buyeo. Bedingt durch die ständigen Angriffe und Bedrohungen durch das Königreich Goguryeo (고구려) von Norden her, war ihm der Regierungssitz in der Festung Gongsanseong nicht mehr sicher genug. Daraufhin wurde der Palast am Fuße des Berges Busosan in Sabi angelegt, mit dem Berg, der Festung und dem Fluss als Schutz in Richtung Norden. Der Berg beherbergte nicht nur die Festungsanlage, sondern wurde in Friedenszeiten als Parkanlage für den Palast genutzt und nur in Notfällen als Verteidigungsanlage.
Der Palast und die Festung bestanden 122 Jahre, bis durch einen verlorenen Krieg gegen Silla, die sich seinerzeit mit der chinesischen Tang-Dynastie verbündet hatten, das Königreich Baekje 660 n. Chr. unter ging.

## Archäologische Untersuchungen
Erste archäologische Untersuchungen begannen 1980 und nach mehr als 30 Jahren archäologischer Arbeit konnte der größte Teil des königlichen Palastes freigelegt werden. Die Wälle der Festungsanlage, die eine Länge von 2495 m hatten und am Sockel zwischen 5 und 6 M breit waren und eine Höhe bis zu 3 m besaßen, wurden in den Jahren 1993 bis 1994 erforscht. Insgesamt wurden in den Jahren 1980 bis 2002 15 archäologische Grabungen in dem Bereich der Festungsanlage ausgeführt und 14 Grabungen zwischen den Jahren 1980 bis 2012 im Bereich des ehemaligen Palastes.